# Raúl De Lange
Raúl Lange o Raúl De Lange (San Isidro, Buenos Aires, Argentina, 1895 - ibídem, 1964) fue un eximio primer actor argentino.

## Carrera
Nacido en Argentina y criado en Austria tras ser llevado por sus padres austriacos cuando él tenía tan solo cinco años, estudió y se perfeccionó en actuación en este último país, en el Conservatorio Imperial de Viena cuando tenía 16 años, y luego de un intenso aprendizaje debutó como actor en Troppau. Luego en Alemania fue el primer actor del Teatro Real de Hannover.
Fue discípulo predilecto de Max Reinhardt, llegando a dar en el atrio de la iglesia del Carmen de Buenos Aires, el auto sacramental Cada cual. También junto a él estrenó Jederman de Hugo von Hoffmansthal, en los Festivales de Salzburgo, en el atrio de la catedral.
En 1938, vuelve al país luego de la inminencia de la Segunda Guerra Mundial, donde por décadas, recitó en tablados textos prestigiosos como El libro de Job, el Cantar de mio Cid, La ranita de Hans Christian Andersen, y Fausto de 1936, entre otras.
En cine impactó su hondura y sobriedad en diversos filmes junto a prestigiosas figuras del cine nacional argentino como María Concepción César, Ángel Magaña, Francisco Petrone, Elisa Galvé, Roberto Fugazot y Roberto Escalada. De los cuatro filmes que realizó, dos lo hizo bajo la dirección de Mario Soffici.
En teatro se lució en varias interpretaciones de diferentes autores, acompañado por actores de la talla de  Lola Membrives, Luisa Vehil, Narciso Ibáñez Menta, Elsa O'Connor, Pedro López Lagar, Guillermo Battaglia y  Rosa Rosen.
Además, durante las décadas de 1940 y 1950, se dedicó a la docencia y perfeccionamiento actoral de reconocidos artistas como Guillermo Ben Hassan.
Estuvo casado hasta su muerte con la pianista y actriz Herta De Lange.

## Filmografía
- 1939: Prisioneros de la tierra
- 1950: El crimen de Oribe
- 1959: La Primera fundación de Bs As (cortometraje)
- 1968: Al llegar el día (cortometraje)[11]

## Teatro y Recitados
- Esplendor
- Obras maestras de la humanidad
- Poemas del Cid como El romancero del Cid y El Cid Campeador [12]
- El libro de Job
- La ranita" de Andersen
- Jederman
- Fausto
- Canto XXIV de La Ilíada
- Un pequeño dolor
- Lara
- La mujer sin sombra